# Great Southern land
Great Southern land is een compilatiealbum van Icehouse. De tracks op het album verschilden van land tot land, maar op alle versies werden ook twee  nieuwe singles bijgeperst onder de titels Touch the fire en Jimmy Dean. Die singles haalden hoge noteringen in thuisland Australië, maar in Europa was de animo te gering om een plaats in de hitparades te verkrijgen; hetzelfde gold voor het verzamelalbum. Uitzondering was Duitsland waar het elf weken genoteerd stond met hoogste plaats 53.

## Musici
- Iva Davies - zang, gitaar, toetsinstrumenten
- Robert Kretschmer – gitaar
- Stephen Morgan – basgitaar
- Simon Lloyd – blaas- en toetsinstrumenten
- Paul Wheeler – drumstel

## Muziek
De versie voor Europa (Nederland, België, Duitsland: Chrysalis Records 260182) zag er als volgt uit: 

| Nr. | Titel                  | Duur |
| --- | ---------------------- | ---- |
| 1.  | Touch the fire         | 3:48 |
| 2.  | Jimmy Dean             | 4:03 |
| 3.  | Hey Little Girl        | 4;24 |
| 4.  | Great Southern land    | 5:21 |
| 5.  | Electric blue          | 4:22 |
| 6.  | Crazy                  | 3;23 |
| 7.  | Cross the border       | 3:57 |
| 8.  | Street Café            | 4:13 |
| 9.  | Don’t believe anymore  | 5:18 |
| 10. | No promises (dancemix) | 8:50 |
| 11. | Sister                 | 3:26 |
| 12. | Icehouse               | 4:07 |

De Amerikaanse persing F2-21680/DIDX3812 droeg de liedjes: 1: Touch the fire (3:45), 2: Jimmy Dean (4:02), 3: Hey Little Girl (4:21), 4: Can't help myself (3:40), 5: Great Southern land (5:20), 6: Sister (3:24), 7: Cross the border (3:57), 8: We can get together (3:49), 9: Street Café (4;12), 10: Don’t believe anymore (5:16) en 11: No promises (dancemix: 8:48)